# Temanggung II
Temanggung II is een bestuurslaag in het regentschap Temanggung van de provincie Midden-Java, Indonesië. Temanggung II telt 4154 inwoners (volkstelling 2010).